# Referéndum de autodeterminación de Tokelau de 2006
El referéndum de autodeterminación de Tokelau de 2006, supervisado por las Naciones Unidas, fue celebrado del 11 de febrero al 15 de febrero de 2006. Estaba destinado a determinar el futuro de Tokelau, archipiélago actualmente bajo soberanía de Nueva Zelanda. A pesar de que la propuesta destinada a hacer evolucionar el archipiélago hacia la soberanía consiguió el 60% de los votos, el referéndum no pudo conseguir los dos tercios requeridos para su aprobación.
De haber sido aprobada la propuesta, esta habría cambiado el estatus de Tokelau pasando de ser un territorio dependiente de Nueva Zelanda a ser un estado autónomo en asociación libre con dicho país, al igual que las islas Cook y Niue. Además habría eliminado a Tokelau de la Lista de las Naciones Unidas de territorios no autónomos, tal y como sucedió con las islas Cook y Niue, al conseguir el autogobierno en 1965 y 1974, respectivamente.

## La autodeterminación
La evolución de la opinión pública del archipiélago de Tokelau, hacía la autodeterminación ha ido en aumento desde los años previos al referéndum. Esta demanda ha sido apoyada por las Naciones Unidas, que incluyeron en 1987 a Tokelau en la lista de los territorios no autónomos cuya autodeterminación fomenta.
La cuestión planteada a los electores de Tokelau en el referéndum fue su opinión sobre la opción de que Tokelau se convierta en un Estado soberano en asociación con Nueva Zelanda, sobre las bases de una constitución. La propuesta requería una aprobación de los dos tercios de los sufragios. Si ese hubiera sido el caso, el Tratado de autodeterminación se habría transmitido al Parlamento de Nueva Zelanda para su aprobación.
Nuevo referéndum. El Ulu, (jefe de gobierno) saliente de Tokelau, Pío Tuia sugirió en febrero de 2006 que puesto que el referéndum no fue aprobado por un estrecho margen sería celebrado uno nuevo. En junio de 2006, su sucesor Kolouei O'Brien anunció que el Fono o parlamento de Tokelau, tenía previsto la celebración de un nuevo referéndum para 2007 o 2008; que finalmente se celebró en octubre de 2007.
La constitución plantea además la vuelta a la demanda de soberanía sobre la isla Swains, actualmente bajo soberanía estadounidense, y administrada por la Samoa Americana.

## Desarrollo
El referéndum se efectuó en las siguientes fechas: 
- 11 de febrero de 2006: votación en Apia, capital de Samoa, para los electores situados en este archipiélago (funcionarios, estudiantes...)
- 13 de febrero de 2006: votación en Atafu
- 14 de febrero de 2006: votación en Nukunonu
- 15 de febrero de 2006: votación en Fakaofo.

Este calendario para el referéndum fue elegido para que los observadores internacionales, los representantes de organizaciones y los medios de comunicación puedan desplazarse de una isla a otra.
La gran mayoría tokelaueses, que residen actualmente en Nueva Zelanda, no pudieron pronunciarse sobre la propuesta ya que la convención de las Naciones Unidas para este tipo de referéndums así lo estipula. 

## Resultados
| Resultado                   | Votos | %      |
| --------------------------- | ----- | ------ |
| De acuerdo con la propuesta | 349   | 60,07  |
| Rechaza la propuesta        | 232   | 39,93  |
| Total                       | 581   | 100.00 |
| Votos nulos                 | 3     |        |
| Participación               | 584   | 95     |
| Censo                       | 615   | 100    |